# Spitzenpapier
Spitzenpapier (auch Tüllpapier) ist eine Papierart, die durch das Abpressen eines wirklichen Spitzen- oder Tüllstücks auf Papier hergestellt wird.
Neben dem Abpressen kommt auch das Aufschlagen mit dem Bleihammer auf das von einer Stahlform gestützte Papier vor. 
Spitzenpapier wurde früher hauptsächlich bei Manschetten für Bouquets verwendet.